# Třída Roma (1865)
Třída Roma byla třída obrněných lodí Italského královského námořnictva. Celkem byly postaveny dvě jednotky této třídy. Ve službě byly v letech 1869–1895.

## Stavba
Plavidla navrhl italský konstruktér Giuseppe De Luca. Celkem byly postaveny dvě jednotky této třídy. V letech 1863–1873 je postavily italské loděnice Cantiere della Foce v Janově. Zatímco Roma byla obrněná loď s výzbrojí v bočních bateriiích, Venezia byla dokončena jako moderněji koncipovaná kasematová obrněná loď.
Jednotky třídy Roma:
| Jméno   | Loděnice            | Založení kýlu | Spuštěna          | Vstup do služby | Poznámka |
| ------- | ------------------- | ------------- | ----------------- | --------------- | --- |
| Roma    | Cantiere della Foce | únor 1863     | 18. prosince 1865 | květen 1869     | Od roku 1890 strážní loď v La Spezia. Vyřazena 1895. Následně využívána jako plovoucí sklad munice. Dne 28. července 1896 na palubě po zásahu bleskem vypukl požár, takže byla preventivně potopena a později sešrotována. |
| Venezia | Cantiere della Foce | únor 1863     | 21. ledna 1869    | 1. dubna 1873   | V letech 1881–1895 cvičná loď v La Spezia. Vyřazena 1895 a sešrotována. |

## Konstrukce

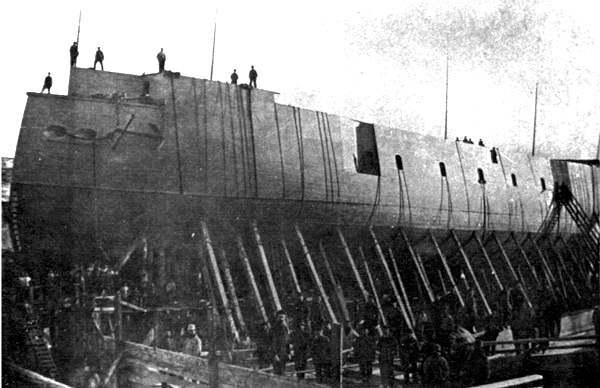
Venezia během stavby

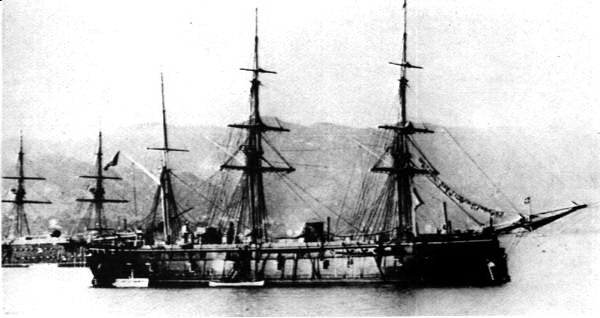
Roma

Obě plavidla měla dřevěný trup, který byl na vybraných místech chráněn 150mm pancířem. Obrněná loď Roma měla pancéřované boky a její výzbroj tvořilo pět 254mm (10palcových) a dvanáct 203mm (8palcových kanónů) soustředěných do baterií na bocích trupu. Moderněji koncipovaná Venezia měla kromě pancéřovaných boků výzbroj osmnácti 254mm kanónů soustředěnou do 121mm pancířem chráněné centrální kasematy. Po jednom páru kanónů mohlo střílet dopředu a dozadu. Pohonný systém tvořilo šest kotlů a šestiválcový parní stroj o výkonu 3670 hp, pohánějící jeden lodní šroub. Nejvyšší rychlost dosahovala 13 uzlů. Dosah byl 1940 námořních mil při rychlosti 10 uzlů. Pomocnou roli hrály plachty. Obě plavidla měla takeláž barku.

### Modifikace
Roma nesla v letech 1874–1875 jedenáct 254mm kanónů a od roku 1866 jedenáct 220mm kanónů. Po úpravě na strážní loď v roce 1890 nesla pouze pět 203mm kanónů. Venezia měla jako cvičná loď výzbroj redukovánu na čtyři 75mm kanóny a čtyři rychlopalné 57mm kanóny.